# Ледерхозе
Ле́дерхозе (нем. Lederhose «кожаные штаны» от Leder «кожа» и Hose «штаны») — кожаные штаны, национальная одежда баварцев и тирольцев.
Они могут быть как короткие (Kurze), так и до колен (Bundhosen). Обычно носятся на кожаных же подтяжках, перед штанов может быть довольно богато украшен вышивкой или тесьмой.
По утверждению международного журнала «Европа», ледерхозе до сих пор пользуются популярностью в Баварии: «У каждого уважающего себя мужчины там обязательно есть короткие кожаные штаны — „ледерхозен“ — и узкополая шляпа с пером».
В 1973 году в Германии вышла в прокат эротическая комедия Франца Маришки «Любовное послание из ледерхозе» (нем. Liebesgrüße aus der Lederhose), положивший начало серии «ледерхозенфильмов» 1970—1980-х годов с персонажами, одетыми в ледерхозе и дирндли, и местом действия в сельской Южной Германии или Австрии.